# Патрік 1,5 (фільм)
«Патрік 1,5» (англ. Patrik 1,5) — фільм 2008 року шведського режисера Елли Лемхаген. Фільм про життя звичайної сім'ї, торкається проблеми взаємного нерозуміння між батьками та дітьми в підлітковому віці. Звичайна чи це сім'я або гей пара, всі батьки так чи інакше стикаються з проблемами, які переживають їхні діти на шляху дорослішання.

## Сюжет
Свен і Геран — молода шведська сім'я геїв. Вони переїжджають до тихого передмістя, щоб почати нове життя і мають намір всиновити дитину. Тим, що по сусідству оселилася пара геїв не всі задоволені. Але ніхто при зустрічі невдоволення не висловлює. Свен вже був одружений і у нього є шістнадцятирічна донька, з якою він все ніяк не може знайти спільну мову. З колишньою дружиною у нього нормальні стосунки, і вона іноді приїжджає до нього разом з дочкою. Гьоран - влаштовується працювати терапевтом місцевої поліклініки, Свен продовжує працювати менеджером у своїй фірмі. Вони подають документи на усиновлення, але отримують відповідь, що законодавство більшості країн не дозволяє всиновлювати дітей одностатевим сім'ям, і вони мають не особливо розраховувати на всиновлення. Гьоран через це дуже переживає, адже він хоче мати дитину. 
Через деякий час на їх адресу приходить повідомлення, в якому говориться, що вони можуть всиновити півторарічного малюка на ім'я Патрік. Але замість цього до них в будинок стукає п'ятнадцятирічний підліток на ім'я Патрік. Коли ж вони всі разом їдуть у соціальну службу розібратися, то дізнаються, що хлопець має декілька приводів у поліцію і до своїх п'ятнадцяти років здійснив ряд не дрібних злочинів. Але оскільки йти йому нікуди, він залишається до закінчення розглядів у них вдома. Через усього цього зривається Свен, який починає випивати, та й Патрік в першу ніч напивається і намагається втекти від них, маючи за педофілів. На наступний день Свен з Гьораном намагаються здати хлопця в поліцію, але Патріка туди не приймають, тому що в цей раз він нічого протизаконного не вчинив. Замість цього заарештовують Свена за його відношення до поліцая. Коли пізніше Свен і Гьоран приходять в соціальну службу, їм кажуть, що в паперах була помилка і ніякого півторарічного Патріка не існує. Гьоран намагається налагодити з Патріком нормальні відносини. Свену це не до вподоби, він вважає, що хлопець небезпечний. Все частіше він припадає до пляшки, стосунки з Гьораном псуються. З рештою, Свен йде до іншого чоловіка.
З'ясовується, що Патрік хороший садівник. Він не тільки починає доглядати за квітами у себе у дворі, але й наймається садівником до сусідів. Вони разом зі Гьоран починають бігати вранці і стають друзями. Гьоран вирішує всиновити Патріка, але оскільки Свен пішов і сім'ї як такої тепер немає, то доводиться збирати всі документи на усиновлення заново. Але тут виникає неприємність: з'являється сім'я, яка вирішує всиновити Патріка. За багато років йому не могли підібрати сім'ю, і саме в цей момент його вирішують всиновити. У цей час до Гьорана повертається Свен. Їхні стосунки налагоджуються, вони знову разом, та й Патріка Свен сприймає зовсім по-іншому. Патрік їде у нову сім'ю, але зовсім ненадовго, в кінці він повертається до Свена і Гьорана, туди де, на його думку, його справжня сім'я. І всі разом вони вирішують завести собаку.

## Нагороди й номінації[1]
Фільм загалом отримав 2 премій та 3 номінації, зокрема:

### Нагороди

#### Міжнародний ЛГБТ-кінофестиваль у Сан-ФранцискоФреймлайн
- 2009 — нагорода "Приз глядацький симпатій" в номінації "Найкращий художній фільм".

#### «Verzaubert» Міжнародний ЛГБТ-кінофестиваль у Німеччині
- 2009 — нагорода в номінації "Найкращий художній фільм".

### Номінації
Фільм демонструвався у 2008 році на кінофестивалі в Торонто, і в 2009 році на Кінофестивалі гей та лесбі фільмів у Лондоні. Показ «Патріка 1,5» закривав кінофестиваль гей та лесбі кіно «Погляд» у Дубліні в серпні 2009. На кінофестивалі в Рехабот Біч фільм зайняв 3-є місце в номінації «Найкращий повнометражний фільм» у листопаді 2009 року.